# Регницлозау
Регницлозау (нем. Regnitzlosau) — община в Германии, в земле Бавария. 
Подчиняется административному округу Верхняя Франкония. Входит в состав района Хоф.  Население составляет 2478 человек (на 31 декабря 2010 года). Занимает площадь 39,90 км².

## География
Недалеко расположена граница Чехословакии , а также граница с Саксонией.

## Население
По оценке на 31 декабря 2015 года население общины Регницлозау составляет 2319 чел. 

| Дата      | 1840 | 1871 | 1900 | 1925 | 1939 | 1950 | 1961 | 1970 | 1987 | 2011 |
| --------- | ---- | ---- | ---- | ---- | ---- | ---- | ---- | ---- | ---- | ---- |
| Население | 2688 | 3107 | 2657 | 2576 | 2459 | 3306 | 2975 | 3002 | 2562 | 2440 |

| Год       | 1960 | 1970 | 1980 | 1990 | 2000 | 2009 | 2010 | 2011 | 2012 | 2013 | 2014 | 2015 |
| --------- | ---- | ---- | ---- | ---- | ---- | ---- | ---- | ---- | ---- | ---- | ---- | ---- |
| Население | 2988 | 3007 | 2674 | 2674 | 2746 | 2500 | 2478 | 2433 | 2393 | 2336 | 2346 | 2319 |